# Noctua caliginosa
Noctua caliginosa är en fjärilsart som beskrevs av Karl Schawerda 1918. Noctua caliginosa ingår i släktet Noctua och familjen nattflyn. Inga underarter finns listade i Catalogue of Life.